# 대한민국 헌법 제7조
대한민국 헌법 제7조는 공무원의 지위와 신분을 규정한 대한민국 헌법의 조항이다. 2항으로 구성되어 있다.

## 본문
①공무원은 국민 전체에 대한 봉사자이며, 국민에 대하여 책임을 진다.

②공무원의 신분과 정치적 중립성은 법률이 정하는 바에 의하여 보장된다.

## 참고조문

### 공무원의 정치적 책임

#### 국회의 해임 건의에 대한 책임
헌법 제63조①국회는 국무총리 또는 국무위원의 해임을 대통령에게 건의할 수 있다.
②제1항의 해임건의는 국회재적의원 3분의 1이상의 발의에 의하여 국회재적의원 과반수의 찬성이 있어야 한다.

#### 국가배상청구권에 의한 그리고 공무원의 직무상 불법행위에 대한 책임
헌법 제29조① 공무원의 직무상 불법행위로 손해를 받은 국민은 법률이 정하는 바에 의하여 국가 또는 공공단체에 정당한 배상을 청구할 수 있다. 이 경우 공무원 자신의 책임은 면제되지 아니한다.
② 군인·군무원·경찰공무원 기타 법률이 정하는 자가 전투·훈련 등 직무집행과 관련하여 받은 손해에 대하여는 법률이 정하는 보상외에 국가 또는 공공단체에 공무원의 직무상 불법행위로 인한 배상은 청구할 수 없다.

#### 탄핵에 의한 책임
헌법 제65조①대통령, 국무총리, 국무위원, 행정각부의장, 헌법재판소 재판관, 법관, 중앙선거관리위원회위원, 감사원장, 감사위원 기타 법률이 정한 공무원이 그 직무집행에 있어서 헌법이나 법률을 위해한 때에는 국회는 탄핵의 소추를 의결할 수 있다.

### 공무원의 의무

#### 국회의원의 의무
헌법 제46조②국회의원은 국가이익을 우선하여 양심에 따라 직무를 행한다.

#### 선거에서 정치적 중립의무
공직선거법 제9조(공무원의 중립의무 등) ① 공무원 기타 정치적 중립을 지켜야 하는 자(기관·단체를 포함한다)는 선거에 대한 부당한 영향력의 행사 기타 선거결과에 영향을 미치는 행위를 하여서는 아니된다.

국가공무원법 제65조 (정치 운동의 금지)② 공무원은 선거에서 특정 정당 또는 특정인을 지지 또는 반대하기 위한 다음의 행위를 하여서는 아니 된다.
1. 투표를 하거나 하지 아니하도록 권유 운동을 하는 것
2. 서명 운동을 기도(企圖)ㆍ주재(主宰)하거나 권유하는 것
3. 문서나 도서를 공공시설 등에 게시하거나 게시하게 하는 것
4. 기부금을 모집 또는 모집하게 하거나, 공공자금을 이용 또는 이용하게 하는 것
5. 타인에게 정당이나 그 밖의 정치단체에 가입하게 하거나 가입하지 아니하도록 권유 운동을 하는 것

#### 공무원의 근로3권 제한
헌법 제33조② 공무원인 근로자는 법률이 정하는 자에 한하여 단결권·단체교섭권 및 단체행동권을 가진다.

#### 공무원의 정치활동금지
헌법 제112조② 헌법재판소 재판관은 정당에 가입하거나 정치에 관여할 수 없다.

헌법 제114조④ 위원은 정당에 가입하거나 정치에 관여할 수 없다.

## 내용
- 공무원의 지위·책임·신분·정치적

## 주요 판례
- 대한민국의 헌법재판소는 ‘지방의회의원선거법(1990.12.31. 법률 제4311호 전면 개정) 제35조 제1항 제7호 및 지방자치법(1990.12.31. 법률 제4310호 개정) 제33조 제1항 제6호 중 농업협동조합·수산업협동조합·축산업협동조합·산림조합· 엽연초생산협동조합·인삼협동조합의 조합장 등을 제외한 농지개량조합의 조합장에 대한 겸직금지 규정 등은 다른 조합의 조합장과 달리 그에 대해 부과될 직무전념의 성실의무 그리고 공법인성 등과 상치된다고 단정할 수 없을 것이며 겸직금지에 의하여 참정권이 제한된다고 하여도 이때에 얻는 이익과 잃는 이익을 비교형량하여 어느 것이 큰지는 매우 판단하기 어려운 일로서, 이 경우에 겸직금지규정을 두느냐의 여부는 입법자의 결단사항이라고 봄이 무방할 것’이라고 판시한 바 있다.[1]
- 헌법재판소는 ‘지방자치법 제33조 제1항 제4호에 의하여 정부투자기관의 직원이 임원이나 집행간부들과 마찬가지로 지방의회의원직을 겸할 수 없도록 하는 것은 공공복리를 위한 필요성이 인정되고, 겸직금지로 인하여 공무담임권이 제한된다 하여도 이때 얻는 이익과 잃는 이익을 비교 형량하여 어느 것이 더 큰지는 판단하기 매우 어려운 일이라고 할 것이므로, 이 경우 겸직금지 규정을 두느냐의 여부는 차라리 광범위한 입법형성권을 가진 입법자의 결단 사항이라고 봄이 무방하다. 따라서 이 범위에서 정부투자기관 직원의 공무담임권에 대한 부당한 차별이라고 할 수 없으며, 공무담임권이나 평등권의 침해가 있다고 볼 수 없다’고 판시하였다.[2]
- 헌법재판소는 “국가공무원법상의 정년제도는 해당 공무원으로 하여금 정년연령의 도달과 동시에 당연퇴직하게 하는 제도임에도 불구하고 앞에서 본 바와 같이 한편으로 공무원에게 정년까지 계속 근무를 보장함으로써 그 신분을 보장하고 다른 한편으로 공무원에 대한 계획적인 교체를 통하여 조직의 능률을 유지.향상시킴으로써 직업공무원제를 보완하는 기능을 수행하고 있는 것이므로 이 사건 심판대상조항이 헌법 제7조에 위반된다고 할 수 없다”고 판시한 바 있다.[3]
- 헌법에는 자유위임의 명시적 규정은 없지만, 헌법 제7조 제1항의 공무원의 국민 전체의 봉사자 규정, 헌법 제45조의 면책특권 규정, 헌법 제46조 제2항의 국회의원의 국가이익우선의무 규정을 종합하여 볼 때, 헌법은 국회의원을 자유위임의 원칙하에 두었다고 할 것이다.[4]

## 비교 헌법 조문
일본국 헌법 제15조(공무원의 선정파면권, 공무원의 성질, 보통선거와 비밀)
1. 공무원을 선정하고 이를 파면하는 것은 국민 고유의 권리이다.
2. 모든 공무원은 전체의 봉사자이며, 일부의 봉사자가 아니다.
3. 공무원의 선거에 대하여는 성년자에 의한 보통 선거를 보장한다.
4. 모든 선거에 있어서 투표의 비밀은 침해되어서는 아니 된다. 선거인은 그 선택에 관하여 공적으로도 사적으로도 책임을 지지 아니한다.

## 같이 보기
- 대한민국 헌법 제1장
- 공무원
- 국가공무원법
- 지방공무원법
- 공직선거법
- 대한민국 헌법 제63조
- 대한민국 헌법 헌법 제29조
- 대한민국 헌법 헌법 제65조
- 국민소환제
- 주민소환에관한법률

## 참고문헌
- 박선영. (2013). 헌법 제7조 제1항 ‘공무원’의 개념과 범위 그리고 책임. 공법학연구, 14(4), 3-29.
- 우미형. (2017). 공무원의 복종의무와 그 한계 -헌법 제7조와의 관계를 중심으로-. 일감법학,(38), 355-380.
- 한수웅. (2012). 헌법 제7조의 의미 및 직업공무원제도의 보장. 법조, 61(11), 5-52.